# Вальронт, Степан Александрович
Вальронт (Валронт, Вальронд, Валронд) Степан Александрович (1748—1819) — офицер Российского императорского флота, участник русско-турецкой войны (1768—1774), Чесменского сражения, русско-шведской войны (1788—1790). В 1788 году, командуя линейным кораблём «Иоанн Богослов» в ходе Гогландского сражения, уклонился от морского боя, разжалован в матросы. В 1795 году восстановлен в чине, позже произведён в генерал-майоры флота.

## Биография
Вальронт (Валронт, Вальронд, Валронд) Степан Александрович родился в 1748 году в семье военного моряка, капитана 3 ранга А. Вальронта (около 1710—1757) и его жены Шарлотты Цанколини. Был внуком родоначальника русской ветви рода Вальронтов — Яна Вальронта (около 1670 − 1729), английского военного моряка, который был принят на русскую службу во время Великого посольства; участника Северной войны 1700—1721 годов, сподвижника Петра I, экипажмейстера Олонецкой верфи, капитана 1 ранга.

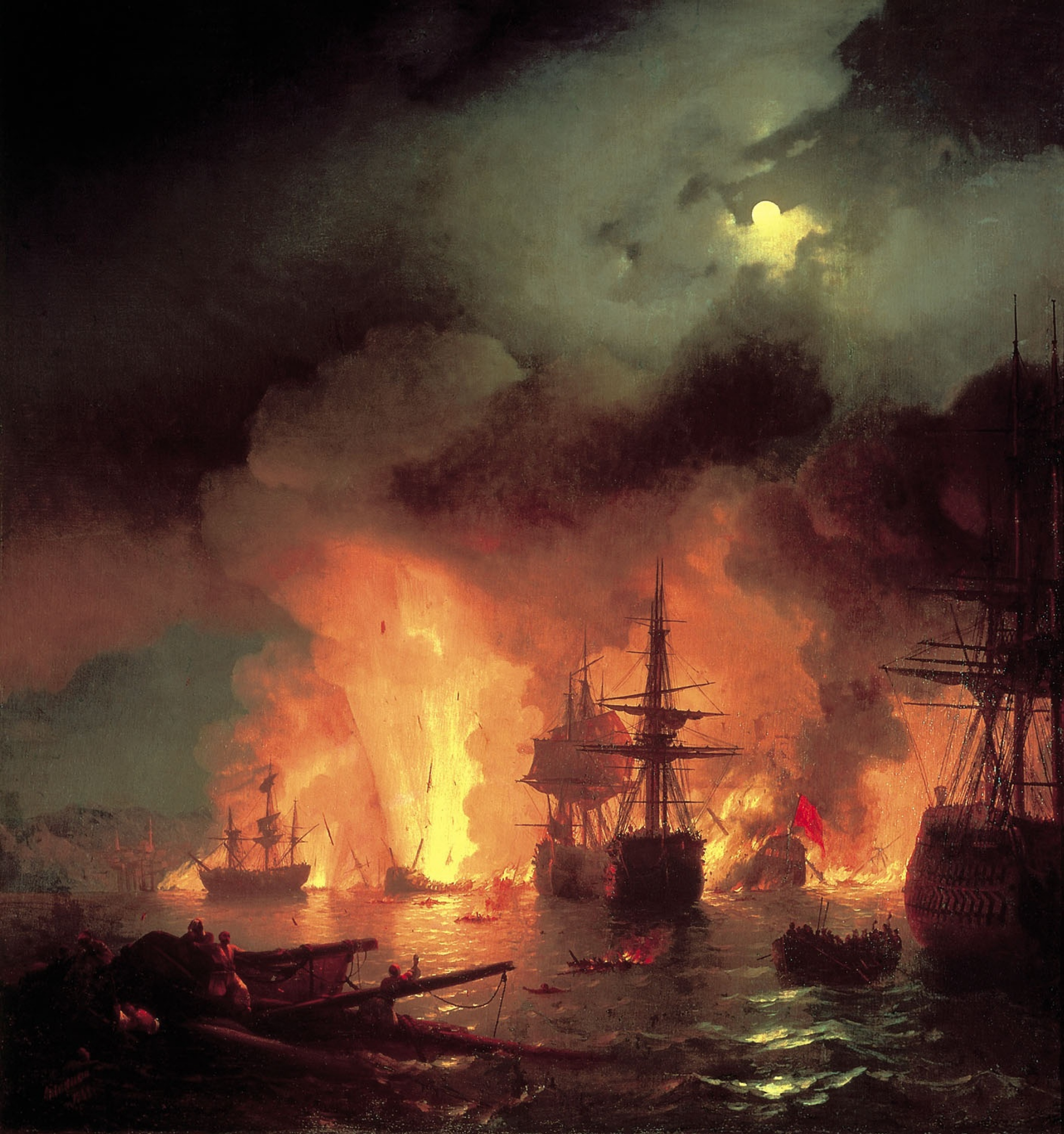
И. Айвазовский. «Чесменский бой». 1848

В 1761 году был определён кадетом в Морской кадетский корпус в 3-й класс, в арифметике. 23 апреля 1768 года произведён в гардемарины. В 1769 году был в плавании от Кронштадта до Копенгагена, откуда на линейном корабле «Северный Орёл» перешёл в Портсмут, состоял в эскадре адмирала Г. А. Спиридова. 23 апреля 1770 года произведён в капралы, 25 июня того же года — в мичманы. В этом же году перешёл из Портсмута в Архипелаг, где участвовал в Чесменском сражении. В 1771—1775 годах ежегодно находился в плавании из порта Аузы до Ливорно и до Гибралтара. 3 марта 1774 года произведён в лейтенанты.
В 1775 году вернулся из Ливорно в Кронштадт на линейном корабле «Святой Георгий Победоносец». В 1776 году находился в плавании у Красной горки. В следующем году был в кампании на брандвахтенном фрегате «Парос» в Кронштадте. В 1778 году на линейном корабле «Благополучие» перешёл из Архангельска в Кронштадт, где затем находился в береговой команде. В 1780 году на линейном корабле «Святой Великомученик Пантелеймон» в составе эскадры контр-адмирала А. И. Круза плавал от Кронштадта до Английского канала и обратно. 1 января 1781 года произведён в капитан-лейтенанты, командирован в Архангельск, откуда в 1782 году, в составе эскадры контр-адмирала А. В. Мусина-Пушкина, вернулся обратно в Кронштадт. В 1783 году был в кампании в эскадре контр-адмирала Я. Ф. Сухотина. В 1784 году командирован в Казань за рекрутами.

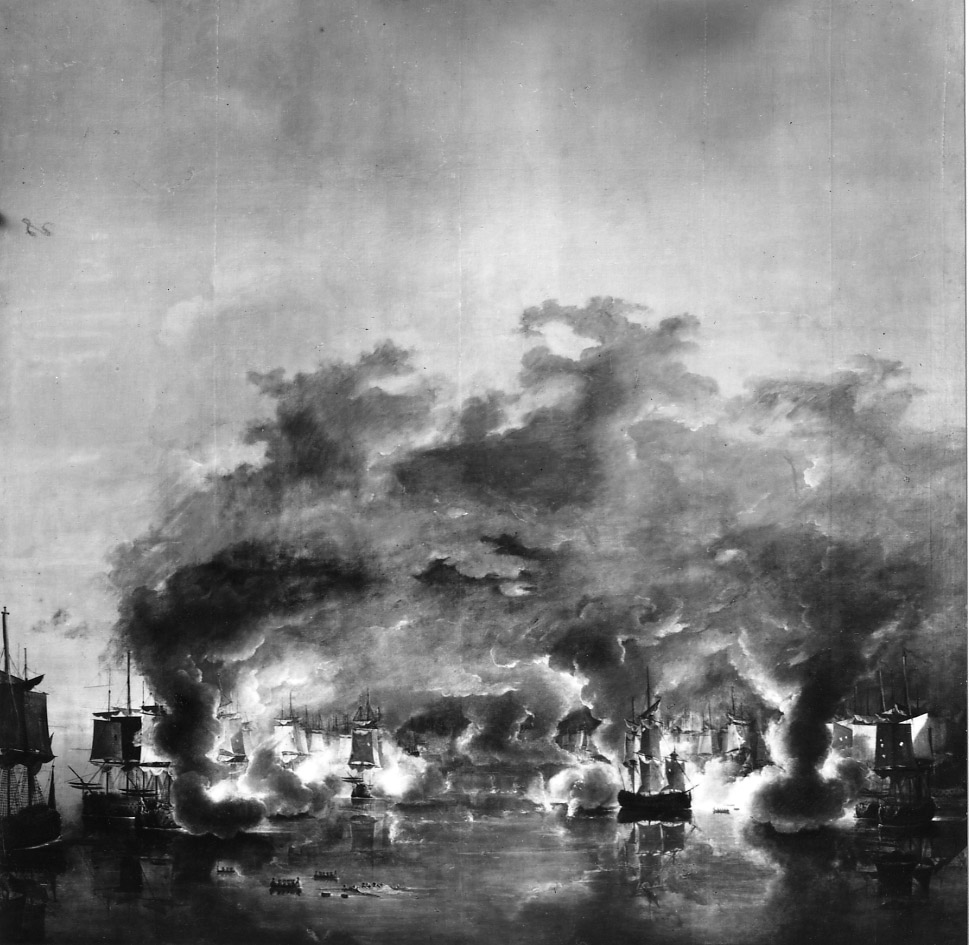
Гогландское сражение

1785 году назначен командиром новопостроенного фрегата, на котором перешёл из Архангельска в Кронштадт. 28 декабря 1786 года произведён в капитаны 2 ранга. В 1787 году назначен командовать линейным кораблём «Святой Георгий Победоносец». Участник русско-шведской войны (1788—1790) годов. 6 июля 1788 года, в ходе Гогландского сражения, командовал линейным кораблём «Иоанн Богослов» . Сначала шёл в арьергарде, а после смены галсов — в авангарде. Уклонился от морского боя, самовольно оставил свое место в эскадренном строю (место боя покинули также два корабля: «Дерись» — командир капитан 1-го ранга С. Г. Коковцев и «Память Евстафия» — командир капитан 2-го ранга А. Г. Баранов), отошёл от неприятеля и больше в сражение не вступал, не оказал поддержку линейному кораблю «Владислав», которого противник взял в плен. Адмирал С. К. Грейг отстранил Вальронта от командования корабля и отдал его под военный суд.
Следствием было установлено, что «корабль под командованием капитана 2-го ранга С. Варланта вступил в бой, но, получив повреждения, оставил свое место в линии. „По исправлении починкою“ он уклонился от исполнения своего долга и не возобновил действий в составе русской эскадры; не оказал он помощи и находившемуся рядом кораблю „Владислав“». В 1789 году по сентенции военного суда приговорён к смертной казни, но по Высочайшей конфирмации Екатерины II помилован и разжалован в матросы навечно. В июне 1792 года председатель Черноморского адмиралтейского правления вице-адмирал Н. С. Мордвинов просил вице-президента Адмиралтейств-коллегии графа И. А. Чернышева о покровительстве Вальронту в Высочайшей милости, в сентябре 1793 года Н. С. Мордвинов обращался с той же просьбой к графу П. А. Зубову. О судьбе Вальронта хлопотал и граф А. В. Суворов-Рымникский, об опале которого узнал во время своего двухлетнего пребывания в Херсоне. Познакомившись там с женой Вальронта, Суворов перед убытием в армию обещал ей похлопотать о восстановлении в чине её супруга. После взятия Варшавы, Суворов писал в Петербург: «Знаю, что Матушка-Царица меня наградит. Но величайшая для меня награда — помилование Вальранда».
В 1795 году Высочайшим указом Екатерины II о прощении капитана 1 ранга Степана Вальронта было велено: «возвратить ему прежний чин (капитана 1 ранга), оставляя без употребления по чину сему». 17 августа 1797 года Павел I повелел Вальронта «принять в службу, если не на флот, то при порте». 27 августа Адмиралтейств-коллегия велела Вальронту прибыть из Николаева в Санкт-Петербург для определения в должность, где он был назначен советником Комиссариатской экспедиции с чином капитана 1 ранга. 28 ноября 1799 года произведён в генерал-майоры флота. 4 апреля 1805 года уволен от службы.
Умер Степан Александрович Вальронт в 1819 году.

## Семья
Степан Вальронт был женат дважды. От брака с первой женой Элеонорой фон Кнобель родились два сына: Пётр (1784—1825) и Александр (1787—1848), от второго брака с Елизаветой (урожденная фон Круз), сестрой адмирала А. И. Круза родились Павел (1799—1863) и Ростислав (1809—1873). Все сыновья стали военными моряками: Пётр — капитан-лейтенантом, Павел — мичманом, Александр и Ростислав — вице-адмиралами.